# Wormaldia birneyi
Wormaldia birneyi là một loài Trichoptera trong họ Philopotamidae. Chúng phân bố ở miền Tân bắc.